# Krzysztof Ławrynowicz
Krzysztof Ławrynowicz, Kšyštof Lavrinovič, Kšyštofas Lavrinovičius (ur. 1 listopada 1979 w Wilnie) – litewski koszykarz polskiego pochodzenia, występujący na pozycjach silnego skrzydłowego lub środkowego, były reprezentant kraju, obecnie zawodnik litewskiego BC Vytis.
24 sierpnia 2018 został zawodnikiem litewskiego BC Preny.
19 stycznia 2020 zawarł umowę z litewskim BC Vytis.
Jego bratem bliźniakiem jest Dariusz Ławrynowicz, również były reprezentant Litwy.

## Osiągnięcia
Stan na 19 stycznia 2020, na podstawie, o ile nie zaznaczono inaczej.

### Drużynowe
- Mistrz:
  - Eurocup (2014)
  - Włoch (2008–2012)
  - Litwy (2013)
- Wicemistrz:
  - Rosji (2003, 2005, 2007)
  - Litwy (2015, 2017)
- Brąz:
  - Euroligi (2008, 2011)
  - Ligi VTB (2013)
  - mistrzostw Litwy (2016)
- Zdobywca pucharu:
  - Rosji (2004)
  - Włoch (2008–2012)
  - Litwy (King Mindaugas Cup - 2016)
- Finalista pucharu:
  - Rosji (2007)
  - Litwy (2015, 2017)
- 3. miejsce w pucharze Rosji (2006)
- 4. miejsce podczas mistrzostw:
  - Rosji (2006)
  - Litwy (2018)

### Indywidualne
- MVP:
  - pucharu Włoch (2011)
  - superpucharu Włoch (2011)
  - litewskiego meczu gwiazd (2013 - wspólnie z bratem)
  - miesiąca VTB (październik 2012)
  - kolejki:
    - Euroligi (6 - 2010/2011)
    - Eurocup (1 - 2005/2006, 6 - 2015/2016, 2 - 2016/2017)
    - VTB (4 - 2012/2013)
- Zaliczony do:
  - I składu mistrzostw Litwy (2017)
  - II składu Euroligi (2008, 2011)
- Uczestnik meczu gwiazd ligi litewskiej (2013, 2105)
- Lider Euroligi w skuteczności rzutów za 3 punkty (57,9% - 2008)

### Reprezentacja
- Mistrz Europy (2003)
- Wicemistrz Europy (2013)
- Brązowy medalista mistrzostw Europy (2007)
- Uczestnik:
  - igrzysk olimpijskich (2004 – 4. miejsce, 2008 – 4. miejsce)
  - mistrzostw świata (2006 – 7. miejsce, 2014 – 7. miejsce)
  - mistrzostw Europy (2003, 2007, 2009 – 11. miejsce, 2011 – 5. miejsce, 2013)
  - kwalifikacji do mistrzostw świata (2017)